# Thumelinia waminda
Thumelinia waminda är en insektsart som beskrevs av Rentz, D.C.F. 2001. Thumelinia waminda ingår i släktet Thumelinia och familjen vårtbitare. Inga underarter finns listade i Catalogue of Life.